# "Awaken, My Love!"
"Awaken, My Love!" is het derde album van de Amerikaanse rapper Childish Gambino uitgebracht op 2 december 2016.

## Achtergrond
Nadat Glover in 2013 het rap-album, Because The Internet, had uitgebracht, nam hij een pauze met muziek maken en ging hij zich richten op zijn serie Atlanta. Nadat deze bijna afgerond was ging hij zich weer richten op muziek. Glover besloot echter om zijn stijl drastisch te veranderen. Op "Awaken, My Love!" is Glover meer gaan zingen in plaats van rappen.

## Track listing
| Nr. | Titel                          | Producer(s)                     | Duur |
| --- | ------------------------------ | ------------------------------- | ---- |
| 1.  | Me and Your Mama               | Donald Glover, Ludwig Göransson | 6:19 |
| 2.  | Have Some Love                 | Glover, Göransson               | 3:44 |
| 3.  | Boogieman                      | Glover, Göransson               | 3:36 |
| 4.  | Zombies                        | Glover, Göransson               | 4:41 |
| 5.  | Riot                           | Glover, Göransson               | 2:05 |
| 6.  | Redbone                        | Glover, Göransson               | 5:26 |
| 7.  | California                     | Glover, Göransson               | 2:45 |
| 8.  | Terrified                      | Glover, Göransson               | 4:15 |
| 9.  | Baby Boy                       | Glover, Göransson               | 5:22 |
| 10. | The Night Me and Your Mama Met | Glover                          | 3:34 |
| 11. | Stand Tall                     | Glover, Göransson               | 6:10 |